# Agalev
Agalev was de voorloper van de huidige Vlaamse partij Groen. De partij werd opgericht in 1979 en werd in 2003 omgevormd tot Groen! (in 2012 verdween het uitroepteken uit de naam).

## Naam
De naam "Agalev" betekende Anders GAan LEVen, hoewel de partij begin jaren 80 aan het acroniem Agalev volgens de regels van inschrijving van partijnamen een betekenis moest toekennen waarbij alle letters voor een afzonderlijk woord staan; dat werd Anders Gaan Arbeiden, Leven En Vrijen: geïmproviseerd en niet geheel serieus, maar formeel correct.

## Geschiedenis
De politieke partij Agalev werd opgericht in 1979 op basis van het gedachtegoed van de beweging Anders Gaan Leven van de jezuïet Luc Versteylen, die zelf nooit lid werd van de partij. Agalev hanteerde als basisbeginselen: ecologisch, vreedzaam en basisdemocratisch. Naast de partij bleef een beweging 'Anders Gaan Leven' actief met als sleutelbegrippen: stilte, soberheid en samenhorigheid.
Hoewel partij en beweging dezelfde wortels hebben, zijn zij zowel functioneel als inhoudelijk van elkaar verschillend. De partij is zowel organiek als inhoudelijk niet verbonden met de beweging.

### Ontstaan van de beweging Anders Gaan Leven (de jaren 70)
Agalev was al een partij voor het dit zelf besefte. De politieke partij Agalev werd immers geboren in de schoot van de apolitieke Anders Gaan Leven-beweging. De eerste Agalev-mandatarissen werden zelfs verkozen voor het feitelijke oprichtingscongres. Vanaf de vroege jaren 70 trachtte jezuïet-leraar Luc Versteylen zijn leerlingen aan het Borgerhoutse Xaveriuscollege warm te maken voor de zachte waarden in herlevings- en zelfverbeteringsgroepen rond de Brouwerij van Viersel.
Van meet af aan is duidelijk dat Agalev méér wil dan opkomen voor natuurbehoud. Vanuit sociologisch standpunt sluit Agalev aan bij de postmaterialistische generatie: ze pleit voor samenhorigheid, toen nog stilte en soberheid genoemd, en andersglobalisering. Hoewel de beweging zich in de eerste jaren vooral tot de eigen leden richtte, werd al in 1971 een kleine uitgeverij op poten gezet. Daarbij passen de groenen hun eigen principes ook in de praktijk toe: het bescheiden propagandamateriaal wordt gedrukt op kringlooppapier. Vanaf 1973 treedt Anders Gaan Leven steeds meer naar buiten. Een van de eerste initiatieven naar de buitenwereld toe zijn de Groene Fietsers en Red de Voorkempen. Bekende acties zijn de acties tegen het Duwvaartkanaal in 1973 en de ware volkshype Spaar Je Hectare. Daarvoor richten de meest geëngageerde leden binnen Anders Gaan Leven zogenaamde actiegroepen op en beginnen zich beter te organiseren. De meer eco-filosofisch georiënteerde leden komen samen in dagelijkse doeningen en reflectiegroepen.

### Oprichting van de politieke partij Agalev (1979)
De geboorte van de politieke partij Agalev volgt een jaar voor die van haar Franstalige tegenhanger Ecolo. In 1974 en 1976 neemt Anders Gaan Leven nog niet deel aan de verkiezingen in eigen naam, maar steunt ze welbepaalde kandidaten op de lijsten van traditionele partijen. Deze kandidaten beloven rekening te houden met de maatschappelijke verzuchtingen, maar vergeten volgens de groenen na de verkiezingen al snel hun beloften. Voor hen wordt het duidelijk: als ze hun eisen politiek willen verankeren, zullen ze het zelf moeten doen. Binnen de partij woedt op dat ogenblik nog volop het debat of Anders Gaan Leven een politieke partij moet worden of een maatschappelijke beweging blijven. Er is bijvoorbeeld heel wat weerstand vanuit de milieubeweging om zich politiek te bezoedelen. Maar de trein staat op de sporen en het vertrek is onafwendbaar.
Vanaf 1979 dient Anders Gaan Leven op diverse plaatsen lijsten in onder de verkorte naam Agalev. De eerste resultaten zijn erg matig. Het Landelijke Beraad van Anders Gaan Leven richt daarom een Agalev Werkgroep op om mensen uit de nieuwe sociale bewegingen en mensen met politieke ervaring aan te trekken. Met succes, want bij de Europese verkiezingen van 1979 breken de groenen eindelijk door met 2,3 procent van de stemmen. De lijst werd getrokken door nationaal secretaris Mark Dubrulle. Dit vertaalt zich vooralsnog niet in zetels, maar twee jaar later verdubbelen de groenen hun score. Bij de vervroegde verkiezingen van 1981 haalt Agalev onverwacht meer dan vier procent van de stemmen binnen en heeft plots drie verkozenen in het nationale parlement. Naast senator Marjet Van Puymbroeck zetelen ook Ludo Dierickx en Fernand Geyselings als volksvertegenwoordiger. In de provincie Antwerpen werden er vier provincieraadsleden verkozen (Marjet Van Puymbroeck, Jan Halsberghe, Mikke Maerschalck en Louis Lanslots). Door het cumulverbod senaat-provincie werd Marjet Van Puymbroeck direct opgevolgd door Paul Van Dyck. Er was ook één provincieraadslid in Oost-Vlaanderen (Wilfried Van Durme).
Socialisten en christendemocraten hopen hun graantje mee te pikken door groene programmapunten over te nemen en een deel van de kiezers te recupereren, maar slagen er niet in alle kiezers te overtuigen. Het onverhoopte succes van Agalev overtuigt de meeste groenen van de ingeslagen koers. Er wordt een partijstructuur op poten gezet. In maart 1982 houdt de partij in Tielrode haar stichtingscongres en in mei 1982 congresseert men in Hasselt over de beginselverklaringen. De sociale invulling daarvan werd goedgekeurd op het Congres van Westende (11-12 december 1982). Het sociaal-economisch programma van de partij ten slotte kreeg vorm op het Economisch Congres van Mechelen (4-5 mei 1985).
In oktober 1982 zijn er gemeenteraadsverkiezingen waar Agalev het alweer goed doet: op sommige plaatsen haalt Agalev meer dan 10 procent, grotendeels ten koste van de christendemocraten. De groenen zijn definitief gelanceerd. Vanaf dit ogenblik zijn er drie verkozenen die zich fulltime met de realisatie van het groene gedachtegoed kunnen bezighouden. Ze verzamelen een kleine professionele staf rondom zich.
Agalev laat zich in die tijd vooral gelden als zweeppartij die de klassieke partijen het vuur aan de schenen wil leggen op het vlak van ecologische en sociale vraagstukken. De groenen geloven in de maakbaarheid van de maatschappij. Ze willen een einde stellen aan de ecologische roofbouw op onze planeet en de doorhol-economie en tegelijk de economische groeidrang ombuigen tot een duurzame economie, zowel in het westen als in de Derde Wereld. Anderzijds trachten ze de gemeenschapsgerichte zelfontplooiing en de basisdemocratie te bevorderen.
De partij scoort in de beginjaren vooral goed met lokale kernafvalbetogingen, verzet tegen lineaire belastingen en concrete voorstellen rond afvalrecycling. Voorts borrelen voortdurend ook nieuwe - meer theoretische - ideeën op uit de groene bron: ecotaksen, een basisinkomen voor allen, referenda rond democratisering van de Europese instellingen en migrantenstemrecht. De keerzijde van deze dialoogcultuur is dat sommige discussies nooit beëindigd worden. De partijstructuur is niet aangepast om op korte termijn op een besluitvormingscultuur over te schakelen en aan het beleid deel te nemen.

### Groei van Agalev (de jaren 80)
In de tweede helft van de jaren 80 bouwt Agalev verder aan haar programma en weet zich te profileren tijdens de massale betogingen tegen de kernwapens. Op milieuvlak zet de partij de toon met haar verzet tegen illegale stortingen op de Hooge Maey en tegen de aanleg van de lng-terminal te Zeebrugge. Volgens de groenen zijn de economische en ecologische risico’s te hoog. Verder pleit Agalev steeds volop voor een versterkte Europese samenwerking en geeft met het eerste Europese congres van de Groenen alvast het goede voorbeeld.
Uit verkiezingsuitgaven blijkt dat groene kandidaten slechts een fractie uitgeven aan propagandamateriaal in vergelijking met de concurrenten. Personencultus staat dan ook haaks op de oorspronkelijke partijwaarden. De groenen halen eerder stemmen als team en met principiële argumenten. In het bijzonder de decumulregeling en rotatieplicht zijn belangrijke punten voor de groenen. De groene verkozenen engageren zich volgens deze regels ertoe om zo weinig mogelijk verschillende politieke mandaten te combineren en om geen enkel mandaat langer dan twee termijnen te bezetten. Bovendien doen de groenen niet mee aan het regionalisme van andere partijen. Ook politieke ‘carrièristen’ zijn bij Agalev aan het verkeerde adres: de verplichte partij-afdrachten van mandatarissen zijn dermate hoog en de combinatie van een mandaat met een voltijdse baan of een vrij beroep wordt zodanig ontmoedigd dat een flinke dosis offerbereidheid vereist is bij het volbrengen van een groen engagement.
Leden uit allerlei organisaties uit het middenveld staan mee aan de wieg van Anders Gaan Leven: Greenpeace, Bond Beter Leefmilieu, Vereniging voor Ecologische Leef- en Teeltwijze, Amnesty International, Artsen zonder Grenzen, Oxfam, Vrouwenoverlegcomité, Elcker-Ik, Bond Van Vormings- en Ontwikkelingsorganisaties. Nochtans trachten de groenen nooit een eigen maatschappelijke zuil op te bouwen. Ze zijn immers ontstaan als reactie tegen de tekortkomingen van de traditionele verzuiling en willen niet hetzelfde pad op gaan. Daardoor positioneert Agalev zich als een typische links-libertaire, anti-autoritaire kaderpartij. Zo’n partij dankt zijn succes niet aan bureaucratische georkestreerde massa-acties zoals betogingen en stakingen, maar van kleine ludiek-provocerende, mediatieke prikacties. Kenmerkend zijn de kleine professionele staf die van onderuit aangestuurd wordt door lokale groepen, terwijl de inhoudelijke lijn wordt uitgezet door werkgroepen van vrijwilligers. Op ethisch vlak positioneert de partij zich als progressief met een groot zelfbeschikkingsrecht voor het individu. De groenen moeten bij de gemeenteraadsverkiezingen erg veel moeite doen om overal voltallige lijsten in te dienen met kandidaten die ook daadwerkelijk willen verkozen worden. Er komt zelfs een heuse witte vlekkenstrategie aan te pas om in elke gemeente een Agalev-groep te activeren.
Rond 1985 schommelt het ledenaantal lang rond de 1.000. Door een actieve ledenzorg stijgt dit stelselmatig bij elke verkiezing tot een niveau van 2 à 3.000 omstreeks 1989 (in 2005 is dat ongeveer 6.500). Dat blijft weinig in vergelijking met het aantal groene kiezers, minder dan 1 procent. Bij de traditionele partijen bedraagt die ratio ongeveer 7 procent. Bovendien is de band met de kiezer vrij los en indirect. De groene kiezers en leden zijn méér dan gemiddeld kritisch. Agalev moet hen bij elke verkiezing opnieuw overtuigen en knokken voor elke stem. Rond de kern van Agalev-leden trachten de groenen meer sympathisanten te bereiken en de basis te verbreden. Hoewel die situatie perfect overeenkomt met vergelijkbare partijen in het buitenland en met de hele sector van de nieuwe sociale bewegingen bleef de ambitie toch op termijn uit te groeien tot een stabiele, middelgrote partij. Vanaf het begin bekleden vrouwen volop de belangrijkste plaatsen binnen de partij-organen en op de verkiezingslijsten. Die trend wordt verder gezet door vrijwillig en eerder dan de klassieke partijen het ritssysteem toe te passen. Binnen de partijraden leggen de groenen de lat voor zichzelf even hoog: overal moeten vrouwen en mannen evenveel vertegenwoordigd zijn. In dezelfde periode organiseren de jongeren zich apart als Jong-Agalev (tegenwoordig Jong Groen), allereerst onder de Leuvense studenten. Zij richten zich vooral op thema’s die jongeren en studenten wakker houden en proberen zo een nieuw publiek aan te spreken.
Na de gemeenteraadsverkiezingen van 1988 leverde Agalev voor het eerst een schepen, met name in Rumst (in de persoon van Joos Schroeven).

### Het dipje van 1995
In de eerste helft van de jaren 90 moet Agalev enkele bittere pillen slikken. Vanuit de oppositie steunt de partij de staatshervorming van de Sint-Michielsakkoorden. In ruil krijgen de groenen een taks op wegwerpdrankverpakkingen. In 1995 zijn er ook verkiezingen. De traditionele politieke partijen hebben te kampen met een negatieve sfeer van omkoperij wegens het Agustaschandaal. Agalev trekt daarom met het thema propere handen naar de kiezer, maar die laatste geeft zijn stem liever aan de underdog, de gekwetste SP. Onverwacht verliest Agalev terrein. De groenen beseffen dat ze zich beter moeten organiseren als ze willen blijven opboksen tegen de traditionele partijen en de toenemende verrechtsing. Het sein voor de broodnodige professionalisering is gegeven: het personeel wordt efficiënter ingezet en de communicatie oogt moderner. De partij positioneert zich progressief, tegen onverdraagzaamheid. In het programma komen levenskwaliteit en solidariteit voorop te staan.

### De regeringsdeelname (1999-2004)
De opeenvolgende crisissen in de landbouwindustrie en de voedselveiligheid (onder andere de dioxinecrisis) geven Agalev in 1999 nog een duwtje in de rug. Bij de verkiezingen van 1999 behaalden de Vlaamse groenen 7,0% van de stemmen, een winst van 2,6% ten opzichte van de voorgaande verkiezingen van 1995. De partij haalt vijftien, twaalf, één en twee zetels bij respectievelijk de federale, Vlaamse, Brusselse en Europese verkiezingen. Ecolo doet het even goed en de groenen worden uitgenodigd voor formatiegesprekken over de nieuwe federale en regionale regeringen. In juli schaart het congres zich achter regeringsdeelname, een gok die de partij bijna fataal zou worden.
De partij maakt deel uit van de paars-groene regering-Verhofstadt I (socialisten, liberalen en groenen). Vicepremier en minister van Volksgezondheid en Leefmilieu was tot eind augustus 2002 Magda Aelvoet. Zij trad af vanwege het regeringsbesluit tot wapenleveringen aan Nepal.
Agalev krijgt in de federale regering bevoegdheid over onder meer leefmilieu, volksgezondheid, dierenwelzijn, voedselveiligheid en ontwikkelingssamenwerking. In de Vlaamse regering zijn de groenen onder meer verantwoordelijk voor leefmilieu, landbouw, welzijn en gelijke kansen, en ook ontwikkelingssamenwerking.
Op federaal niveau wordt beslist tot de uitstap uit de kernenergie, komt er een strengere wet op de verkeersveiligheid, wordt het Federaal voedselagentschap opgericht, wordt het huwelijk opengesteld voor personen van hetzelfde geslacht, komt er een wet op de patiëntenrechten, komt er een antidiscriminatiewet, komt er een regularisatie van mensen zonder papieren en komt er een wettelijke verankering van een groeipad naar de 0,7% voor ontwikkelingssamenwerking. Op Vlaams niveau wordt duurzame en biologische landbouw aangemoedigd, komt er een grote oppervlakte aan natuur- en bosgebied bij, komt er een akkoord met de zorgsector als antwoord op de witte woede, komen er maatregelen voor meer kwaliteit van leven (zoals tijdskrediet), komt er een versnelling in het milieubeleid (onder meer op het vlak van bodemsanering en duurzaam waterbeleid), komt er aandacht voor milieu en gezondheid, komen er nieuwe instrumenten voor mensen met een handicap (zoals het Persoonlijk Assistentie Budget, PAB).

### De nederlaag van 2003

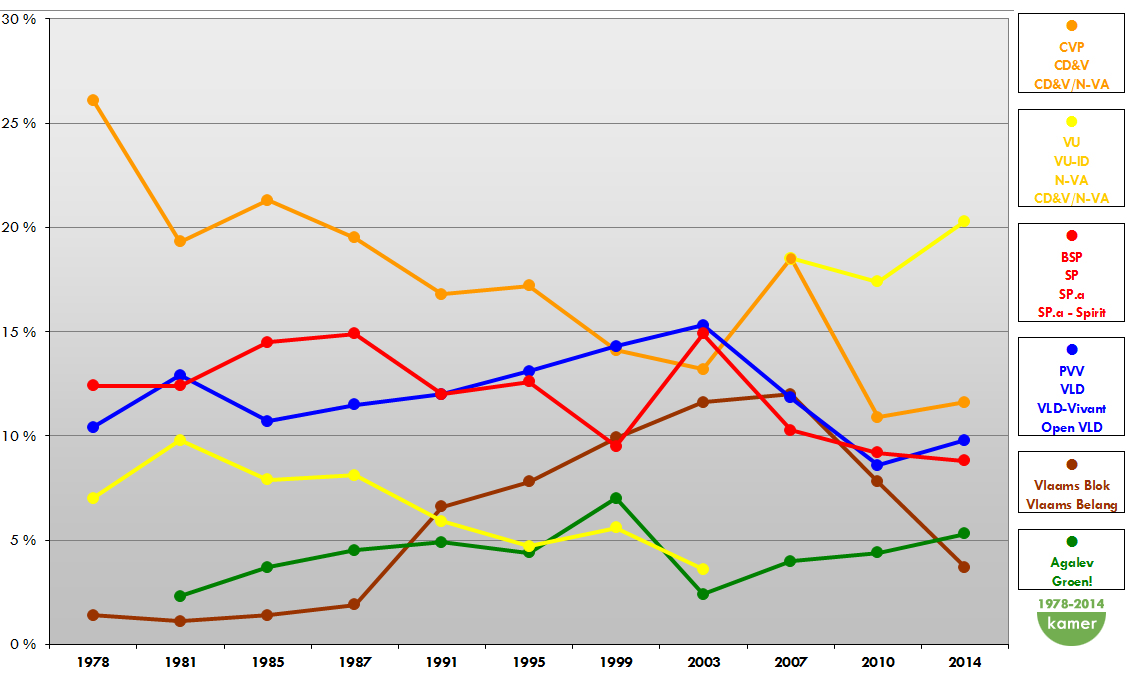
De grootste zes Vlaamse partijen en hun behaalde resultaten voor de Kamer van Volksvertegenwoordigers. Van 1978 tot en met 2014, uitgedrukt in procenten voor 'Het Rijk'.

Bij de senaats- en parlementsverkiezingen van 2003 van 18 mei verliest de partij al haar zetels en strandt op 2,47%. De partij zakt overal onder de kiesdrempel van 5 procent (die ze zelf mee had ingevoerd). Ze verliest haar partijdotatie. Vanwege het verlies aan inkomsten als niet-parlementaire partij moet de partij een groot aantal medewerkers ontslaan.
Die neergang kan niet alleen verklaard worden door de dioxinebonus van 1999 en de groenen buigen deemoedig het hoofd. Ze beseffen dat ze hun focus te veel op symbooldossiers gelegd hebben en vaak slecht communiceerden. Maar Agalev krijgt weinig tijd om zich te herpakken: in 2004 staan er in Vlaanderen, Brussel en Europa alweer verkiezingen op het programma. De politieke leiding neemt de verantwoordelijkheid voor de nederlaag op zich en maakt plaats voor een nieuwe generatie. Jos Geysels geeft de fakkel door aan Dirk Holemans, Vlaams volksvertegenwoordiger voor Agalev. Maar die laatste kan de rust niet onmiddellijk herstellen. Agalev blijft in de Vlaamse regering, maar wisselt wel haar ministers. Enkele voormalige parlementsleden lopen over naar andere partijen. De achterblijvers putten dan weer moed uit het succes van andere groene partijen in Europa en de oprichting van de Europese Groene Partij.

## Beginselen: ecologisch, basisdemocratisch, pacifistisch[3]
De rode draad doorheen deze teksten (statuten, beginselverklaring, economisch programma) waren de begrippen ecologisch, basisdemocratisch en pacifistisch. Naast de partij bleef de beweging Anders Gaan Leven actief met als sleutelbegrippen: stilte, soberheid en samenhorigheid.
Door deze basisbeginselen probeerde de partij haar radicalisme in het ecologische (en dus ook economische) programma te verzoenen met een rustig geloof in de kracht van de mensen aan de "basis". Deze nieuwe partij onderscheidde zich daarmee van andere, schijnbaar gelijkaardige stromingen, maar die vaak meer autoritaire of zelfs gewelddadige middelen vooropstelden.
De drie sleutelwoorden versierden de titelpagina van het ledenblad Bladgroen, totdat het boekje in april 1988 een 'kwalitatieve sprong' maakte. Een groeiende groep in de partij leek vooral problemen hebben met de basisdemocratie, de afkeer van het leiderschapsprincipe en van centralisatie, die ook intern in de partijstructuren in de praktijk gebracht werd. Onder de noemer "professionalisering" werd een reeks "statutaire" beraden en congressen belegd, waar elke keer geprobeerd werd het organisatiemodel te stroomlijnen: Wilrijk 1986, Deinze 1988, Gent 1989, Malle 1993, Brussel 1995, Gent 1995, Klemskerke-De Haan 1996. Deze pogingen lukten altijd maar gedeeltelijk omdat in een amendementenslag elke keer opnieuw de "oude" beginselen terugkeerden.
Het duidelijkst werd de afkeer van de basisbeginselen verwoord in een boek van twee parlementsleden waarin de basisdemocratie een 'waanidee' genoemd werd.
Na een verkiezingsnederlaag in 2003 - de partij verdwenen uit het federale parlement - werd het oude Agalev ontbonden en een nieuwe partij Groen! opgezet (15 november 2003). Dit was meer dan een naamsverandering.  Voor het eerst kreeg de partij een echte voorzitter zoals alle andere partijen. In tegenstelling tot andere groen-linkse partijen in Europa positioneerde het Agalev van de jaren tachtig zich niet of nauwelijks als links of progressief. Om zich een plaats te geven in het politieke spectrum werd in de plaats daarvan meestal de term 'alternatief' (Anders) gebruikt.  Zo werd ook gesproken van de brede groene stroming, ook om aan te geven dat men de klassieke politieke tegenstellingen in het land (links-rechts, progressief-conservatief, liberaal-socialistisch, vrijzinnig-gelovig, Vlaams-Belgisch) wilde overstijgen.

## Partijvoorzitters
Agalev kende geen echte partijvoorzitter. Zowel het wekelijkse Uitvoerend Comité (partijbestuur) als de maandelijkse Stuurgroep (partijraad) werden voorgezeten door een gespreksleider. Het dagelijks bestuur lag bij de secretaris(sen) enerzijds en de fractieleiders in de parlementen anderzijds.
| Politiek secretarissen Agalev | Politiek secretarissen Agalev   | Politiek secretarissen Agalev |
| Naam                          | Periode                         | Opmerkingen |
| ----------------------------- | ------------------------------- | --- |
| Leo Cox                       | 28 maart 1982 - 7 januari 1989  | Verkozen op 28 maart 1982. |
| Johan Malcorps                | 7 januari 1989 - 6 juni 1995    | Waarnemend politiek secretaris tot 10 maart 1990. Officieel verkozen op 10 maart 1990. |
| Wilfried Bervoets             | 6 juni 1995 - 24 juli 1998      | Waarnemend politiek secretaris tot 17 juni 1995. Officieel verkozen op 17 juni 1995, herkozen op 28 april 1996. Wegens ziekte werden zijn taken als politiek secretaris van 16 februari tot 24 juli 1998 waargenomen door Jos Geysels. Overleed in functie. |
| Jos Geysels                   | 8 juni 1998 - 21 juni 2003      | Waarnemend politiek secretaris tot 23 oktober 1999. Officieel verkozen op 23 oktober 1999. |
| Dirk Holemans                 | 21 juni 2003 - 15 november 2003 | Verkozen op 21 juni 2003. |

## Politieke mandaten

### Federale regeringsdeelnames
| Regering      | Premier         | Partijen                             | Van          | Tot          |
| ------------- | --------------- | ------------------------------------ | ------------ | ------------ |
| Verhofstadt I | Guy Verhofstadt | VLD/PRL-FDF-MCC, SP/PS, Agalev/Ecolo | 12 juli 1999 | 11 juli 2003 |

### Vlaamse regeringsdeelnames
| Regering        | Minister-president | Partijen            | Periode   |
| --------------- | ------------------ | ------------------- | --------- |
| Regering-Dewael | Patrick Dewael     | VLD, SP, Agalev, VU | 1999-2003 |

### Ministers
Minister en staatssecretaris van Agalev/Groen waren:
- Magda Aelvoet
- Jef Tavernier
- Mieke Vogels
- Vera Dua
- Eddy Boutmans

## Bekende leden
- Magda Aelvoet
- Karel Anthonissen
- Fatima Bali
- Luc Barbé
- Marie-Josée Bauwen
- Eddy Boutmans
- Greet Buyle
- Adelheid Byttebier
- Leo Cox
- Jozef Cuyvers
- Alex De Boeck
- Veerle Declercq
- Liliane De Cock
- Ann De Martelaer
- Anne-Mie Descheemaeker
- Wilfried De Vlieghere
- Ludo Dierickx
- Vera Dua
- Fernand Geyselings
- Jos Geysels
- Eloi Glorieux
- Kristien Grauwels
- Eric Gryp
- Cecile Harnie
- Dirk Holemans
- Guido Janzegers
- Meryem Kaçar
- Leen Laenens
- Simonne Leen
- Frans Lozie
- Peter Luyten
- Michiel Maertens
- Johan Malcorps
- Flor Ory
- Joan Pepermans
- Frans Ramon
- Ludo Sannen
- Jos Stassen
- Lodewijk Steenwegen
- Fauzaya Talhaoui
- Jef Tavernier
- Jef Ulburghs
- Ria Van Den Heuvel
- Hugo Van Dienderen
- Wilfried Van Durme
- Peter Vanhoutte
- Lode Vanoost
- Marjet Van Puymbroeck
- Jo Vermeulen
- Luc Versteylen
- Isabel Vertriest
- Cecile Verwimp
- Mieke Vogels
- Joos Wauters